# Col de Peyresourde

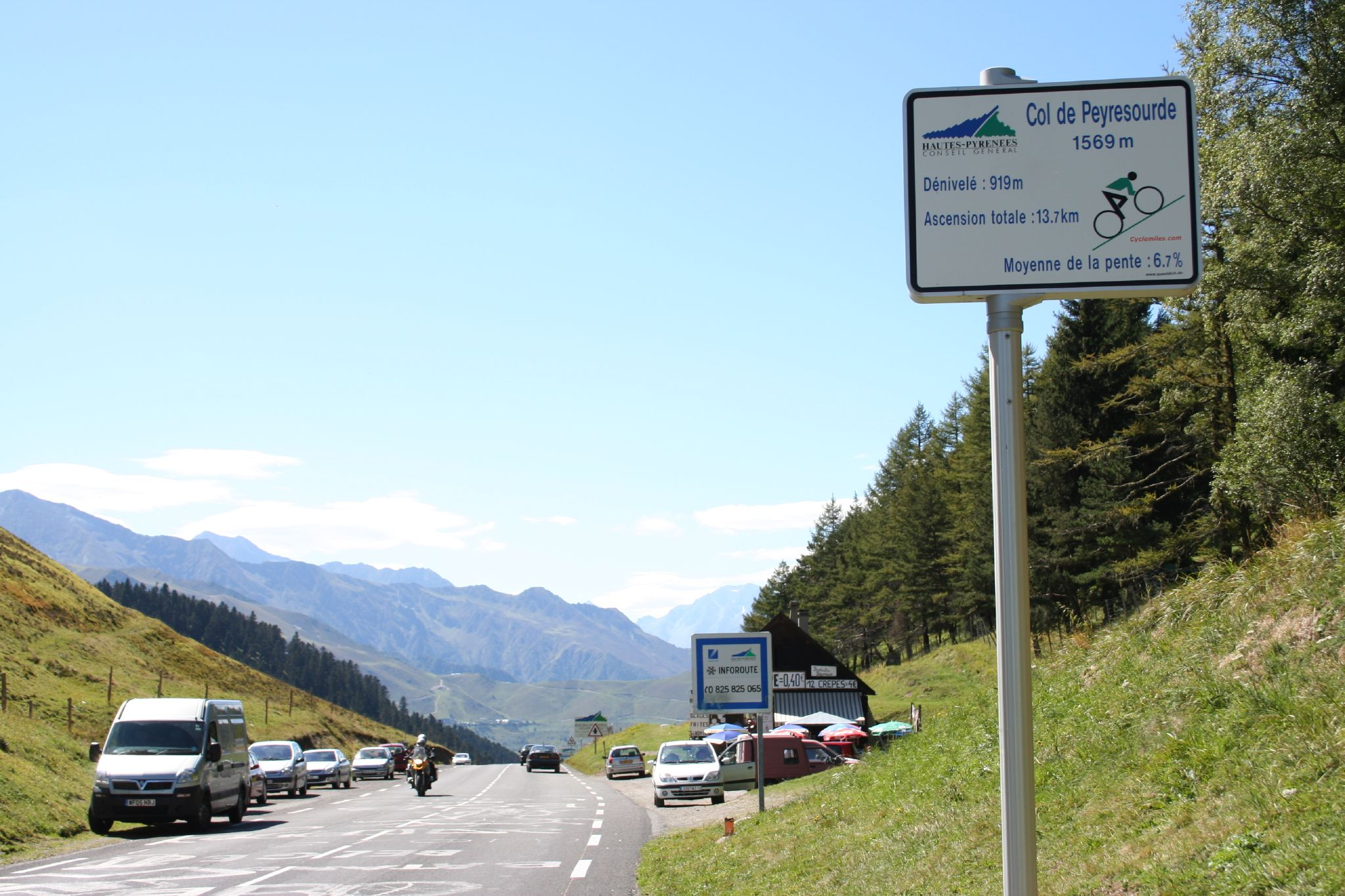
Col de Peyresourde.

Col de Peyresourde (occitanska: Còth de Pèira Sorda) (höjd 1569 m) är ett bergspass i centrala Pyrenéerna på gränsen mellan departementet Haute-Garonne och Hautes-Pyrénées i Frankrike. Det ligger på väg D618 mellan Bagnères-de-Luchon och Arreau.

## Vägen upp till bergspasset
Med start från Bagnères-de-Luchon (från öster), är sträckan upp till Col de Peyresourde 15,3 km lång och höjdskillnaden är 939 m, med en genomsnittlig lutning på 6,1%. De brantaste partierna är 9,8 %.   Endast nära Bagnères-de-Luchon och 3 kilometer från toppen informerar skyltar om den totala stigningen.
Med start från Armenteule (från väster) är sträckan 8,3 kilometer (5,2 mi) lång och höjdskillnaden är 629 m  med en genomsnittlig lutning på 7,6%. På denna sida finns skyltar för cyklister varje kilometer, som indikerar den aktuella höjden, avståndet till toppen och den genomsnittliga lutningen i de kommande passagerna.

## Tour de France
Col de Peyresourde användes första gången i Tour de France 1910 och har ofta varit med sedan dess. Först över passet 1910 var Octave Lapize.
Fram till och med 1979 växlade kategoriseringen mellan 1 och (vanligen) 2, men, efter det att de svåraste förstakategori-stigningarna förts till den nya hors catégorie (som infördes 1979), har Col de Peyresourde förts till kategori 1.
Bergspasset korsades två gånger i Tour de France 2012, först på etapp 16 från Pau till Bagnères-de-Luchon, med en kategori-1-klassificering, och igen följande dag, då ej kategoriserad, då etappen fortsatte till skidstationen vid Peyragudes. I Tour de France 2016, på etapp 8, från Pau till Bagnères-de-Luchon, gjorde den blivande totalsegraren Chris Froome en vågad satsning i nedstigningen från toppen som överraskade hans främsta rivaler om segern, vilket resulterade i att han kunde ohotad, ensam gå i mål på etappen.

### Del av en etapp i Tour de France (sedan 1947)[7]
| År   | Etapp | Kategorisering | Start               | Mål                             | Först över passet          |
| ---- | ----- | -------------- | ------------------- | ------------------------------- | -------------------------- |
| 2025 | 14    | 1              | Pau                 | Luchon-Superbagnères            | Thymen Arensman (NED)      |
| 2024 | 15    | 1              | Loudenvielle        | Plateau de Beille               | David Gaudu (FRA)          |
| 2021 | 17    | 1              | Muret               | Saint-Lary-Soulan Col de Portet | Anthony Turgis (FRA)       |
| 2018 | 17    | 1              | Bagnères-de-Luchon  | Saint-Lary-Soulan Col de Portet | Tanel Kangert (EST)        |
| 2017 | 12    | 1              | Pau                 | Peyragudes                      | Mikel Nieve (ESP)          |
| 2016 | 8     | 1              | Pau                 | Bagnères-de-Luchon              | Chris Froome (GBR)         |
| 2014 | 17    | 1              | Saint-Gaudens       | Pla d'Adet                      | Vasil Kiryjenka (BLR)      |
| 2013 | 9     | 1              | Saint-Girons        | Bagnères-de-Bigorre             | Thomas De Gendt (BEL)      |
| 2012 | 17    | okategoriserad | Bagnères-de-Luchon  | Peyragudes                      | Alejandro Valverde (ESP)   |
| 2012 | 16    | 1              | Pau                 | Bagnères-de-Luchon              | Thomas Voeckler (FRA)      |
| 2010 | 16    | 1              | Bagnères-de-Luchon  | Pau                             | Sylwester Szmyd (POL)      |
| 2008 | 9     | 1              | Toulouse            | Bagnères-de-Bigorre             | Sebastian Lang (DEU)       |
| 2007 | 15    | 1              | Foix                | Loudenvielle                    | Alexander Vinokourov (KAZ) |
| 2006 | 11    | 1              | Tarbes              | Pla-de-Beret                    | David de la Fuente (ESP)   |
| 2005 | 15    | 1              | Lézat-sur-Lèze      | Pla d'Adet                      | Laurent Brochard (FRA)     |
| 2003 | 14    | 1              | Saint-Girons        | Loudenvielle                    | Gilberto Simoni (ITA)      |
| 2001 | 13    | 1              | Foix                | Pla d'Adet                      | Laurent Jalabert (FRA)     |
| 1999 | 15    | 1              | Saint-Gaudens       | Piau-Engaly                     | Alberto Elli (ITA)         |
| 1998 | 10    | 1              | Pau                 | Bagnères-de-Luchon              | Rodolfo Massi (ITA)        |
| 1995 | 15    | 1              | Saint-Girons        | Cauterets-Crêtes du Lys         | Richard Virenque (FRA)     |
| 1994 | 12    | 1              | Lourdes             | Luz Ardiden                     | Roberto Torres (ESP)       |
| 1993 | 16    | 1              | Andorra             | Pla d'Adet                      | Claudio Chiappucci (ITA)   |
| 1989 | 10    | 1              | Cauterets           | Superbagnères                   | Robert Millar (GBR)        |
| 1988 | 15    | 1              | Saint-Girons        | Luz Ardiden                     | Steven Rooks (NED)         |
| 1986 | 13    | 1              | Pau                 | Superbagnères                   | Bernard Hinault (FRA)      |
| 1983 | 10    | 1              | Pau                 | Bagnères-de-Luchon              | Robert Millar (GBR)        |
| 1981 | 6     | 1              | Saint-Gaudens       | Pla d'Adet                      | Bernard Hinault (FRA)      |
| 1980 | 13    | 1              | Pau                 | Bagnères-de-Luchon              | Raymond Martin (FRA)       |
| 1979 | 3     | 2              | Bagnères-de-Luchon  | Pau                             | Bernard Hinault (FRA)      |
| 1976 | 14    | 1              | Saint-Gaudens       | Pla d'Adet                      | Luis Ocaña (ESP)           |
| 1974 | 16    | 2              | La Seu d'Urgell     | Pla d'Adet                      | Vicente López Carril (ESP) |
| 1972 | 8     | 2              | Pau                 | Bagnères-de-Luchon              | Lucien Van Impe (BEL)      |
| 1971 | 16a   | 2              | Bagnères-de-Luchon  | Gourette-Eaux-Bonnes            | Lucien Van Impe (BEL)      |
| 1970 | 18    | 2              | Saint-Gaudens       | La Mongie                       | Raymond Delisle (FRA)      |
| 1969 | 17    | 2              | La Mongie           | Mourenx                         | Joaquim Galera (ESP)       |
| 1964 | 16    | 2              | Bagnères-de-Luchon  | Pau                             | Julio Jiménez (ESP)        |
| 1963 | 11    | 2              | Bagnères-de-Bigorre | Bagnères-de-Luchon              | Federico Bahamontes (ESP)  |
| 1962 | 12    | 2              | Pau                 | Saint-Gaudens                   | Federico Bahamontes (ESP)  |
| 1961 | 17    | 2              | Bagnères-de-Luchon  | Pau                             | Imerio Massignan (ITA)     |
| 1960 | 11    | 1              | Pau                 | Bagnères-de-Luchon              | Kurt Gimmi (SUI)           |
| 1959 | 11    | 1              | Bagnères-de-Bigorre | Saint-Gaudens                   | Valentin Huot (FRA)        |
| 1958 | 14    | 1              | Pau                 | Bagnères-de-Luchon              | Federico Bahamontes (ESP)  |
| 1956 | 12    | okategoriserad | Pau                 | Bagnères-de-Luchon              | Jean-Pierre Schmitz (LUX)  |
| 1955 | 17    | 2              | Toulouse            | Saint-Gaudens                   | Charly Gaul (LUX)          |
| 1954 | 12    | 2              | Pau                 | Bagnères-de-Luchon              | Federico Bahamontes (ESP)  |
| 1953 | 11    | 2              | Cauterets           | Bagnères-de-Luchon              | Jean Robic (FRA)           |
| 1952 | 17    | 2              | Toulouse            | Bagnères-de-Bigorre             | Antonio Gelabert (ESP)     |
| 1951 | 14    | 2              | Tarbes              | Bagnères-de-Luchon              | Fausto Coppi (ITA)         |
| 1949 | 11    | 2              | Pau                 | Bagnères-de-Luchon              | Jean Robic (FRA)           |
| 1948 | 8     | 2              | Lourdes             | Toulouse                        | Jean Robic (FRA)           |
| 1947 | 15    | 1              | Bagnères-de-Luchon  | Pau                             | Jean Robic (FRA)           |